# 無國界譯者
無國界譯者（英語：Translators without Borders）是一個非營利的協會，旨在提供無償公益性的人道非營利的翻譯服務。

## 历史
創建于2010年，原是1993年由Lexcelera（前身為Eurotexte）所成立的一個姐妹組織。2011年，無國界譯者累積了兩百萬字的翻譯量，而2012年無國界譯者已經有1600位熟練而認真的志願翻譯者。無國界譯者在跨語言交流中提供協助，讓需要專業、審慎、而志願性翻譯工作的非營利組織可以得到機構與社群的支援。